# 静岡県立掛川特別支援学校
静岡県立掛川特別支援学校（しずおかけんりつ かけがわとくべつしえんがっこう）は、静岡県掛川市杉谷南に本校を置く県立知的障害・肢体不自由特別支援学校。

## 所在地
- 本校：静岡県掛川市杉谷南一丁目1-2
- 御前崎分校：静岡県御前崎市池新田2907-1

本校は、掛川市・袋井市病院企業団立中東遠総合医療センターに移転統合した旧掛川市立総合病院の跡地開発により、民間病院、認可保育所などと同時期に建設された。御前崎分校は静岡県立池新田高等学校内にある。

## 設置学部
- 小学部
- 中学部
- 高等部
- 訪問教育部

## 歴史

### 本校

#### 東遠分教室時代
- 1971年（昭和46年）4月1日 ‐ 菊川町立六郷小学校と菊川町立菊川東中学校の特殊学級として設立
- 1976年（昭和51年）4月1日 ‐ 菊川町立六郷小学校と菊川町立菊川東中学校の分校となる
- 1979年（昭和54年）4月1日 ‐ 静岡県立静岡北養護学校の東遠分教室として、菊川町西方4345-2（知的障害者支援施設 東遠学園敷地内）に設立される
- 1990年（平成2年）4月1日 ‐ 静岡県立袋井養護学校の新設により、同校の東遠分教室となる

#### 開設後
- 2015年（平成27年）4月1日 ‐ 静岡県立掛川特別支援学校を現在地に開設（東遠分教室を閉鎖）

### 御前崎分校
- 2006年（平成18年）4月1日 ‐ 静岡県立袋井養護学校の御前崎分校として開校
- 2015年（平成27年）4月1日 ‐ 静岡県立掛川特別支援学校の御前崎分校となる